# Sesterzio
Il sesterzio era una moneta romana. Durante la Repubblica romana era una piccola moneta d'argento, coniata raramente. Durante l'Impero romano era una moneta in oricalco (lega di rame e zinco) di ampio modulo.
Il suo nome deriva dal suo valore originale: inizialmente valeva 2 assi e mezzo. Sesterzio deriva dal latino semis-tertius, che significa «metà del terzo» (cioè metà del terzo asse). 
La sua abbreviazione HS è pure una deformazione del valore della moneta in numeri romani, dove la "S" sta per "semis", ovvero "metà". Nell'uso arcaico i numeri venivano indicati da una linea orizzontale mediana: inizialmente quindi l'abbreviazione era IIS, semplificata poi dall'uso in HS. Quattro sesterzi formano un denario.
Da un valore iniziale di 2 assi e mezzo, in un secondo tempo (quando il valore del denario diventò di sedici assi), il sesterzio assunse il valore di 4 assi.
Con la riforma monetaria di Augusto, attuata tra il 23 e il 18 a.C., il sesterzio divenne una moneta di grandi dimensioni e d'oricalco (lega simile all'ottone, color giallo oro). Il sesterzio rappresenta, meglio di ogni altra moneta romana, la grande capacità artistica e interpretativa degli incisori, livelli mai più raggiunti fino all'avvento del conio industriale. 
I sesterzi furono anche un formidabile mezzo di propaganda e informazione, in virtù della qualità del conio, delle generose dimensioni e della grande diffusione.
Il sesterzio era anche usato come unità di conto. Somme particolarmente rilevanti erano registrate come sestertia milia, migliaia di sesterzi.
La stima del valore di un sesterzio è molto difficile, innanzitutto perché rimase in circolazione per almeno 5 secoli, quindi indubbiamente il suo valore fluttuò in questo lungo periodo di tempo. Inoltre il costo di molti prodotti o servizi era radicalmente diverso da quello di oggi: per esempio il costo del lavoro era di gran lunga minore nell'età antica rispetto a quello odierno. Fatta questa doverosa premessa si possono fare delle caute stime riguardo al valore effettivo di un sesterzio. Volendo prendere come riferimento il prezzo dell'oro, forse quello rimasto più stabile nel tempo e meno influenzato dall'inflazione, possiamo considerare che un aureo, che nel I secolo d.C. pesava circa 8 grammi d'oro, valeva 100 sesterzi. Di conseguenza risulta che un sesterzio era valutato circa 0,08 grammi d'oro. Al prezzo attuale dell'oro di circa €60 al grammo, potremmo ricavare che un sesterzio doveva avere un valore compreso tra i 4 e i 5 euro.
Questo valore può essere considerato pressoché immutato almeno per tutto il I secolo d.C. e fino ai tempi della Roma di Traiano, agli inizi del II secolo d.C., periodo questo caratterizzato da bassissima inflazione, grazie allo stato florido dell'economia imperiale e alla stabilità interna dello Stato.

## Storia
Il sesterzio fu introdotto assieme al denario e al quinario intorno al 211 a.C. come piccola moneta d'argento del valore di 2 assi e mezzo e quindi di 1/4 di denario. Il denario d'argento pesava 4,5 g circa, e quindi il peso di un sesterzio avrebbe dovuto essere di poco superiore a 1,1 g. In genere le monete che ci sono arrivate non arrivano al grammo.
Quando il valore del denario fu portato a 16 assi, il sesterzio prese il valore di quattro assi, cioè sempre un quarto di denario. Fu coniato sporadicamente, molto meno del denario, fino al 44 a.C.
Verso il 23 a.C., con la riforma monetaria di Augusto il sesterzio fu reintrodotto come una moneta di ampio modulo. La maggior parte dei sesterzi furono coniati nella zecca di Roma, ma dal 64, sotto Nerone (54-68 d.C.) e Vespasiano (69-79 d.C.), la zecca di Lugdunum (Lione) integrò la coniazione. I sesterzi di Lione hanno un piccolo globo sotto il busto.
Il sesterzio di oricalco di solito pesa 25-28 g, ha un diametro di 32–34 mm e 4 mm circa di spessore.
La distinzione tra bronzo ed ottone per i Romani era importante. Il nome per l'ottone era oricalco (orichalcum o aurichalcum), che derivava dalla parole latine aureus (oro) e chalcunm (rame): l'oricalco ha questo nome perché assomiglia all'oro, in particolare per le monete appena coniate.
L'oricalco era considerato di valore doppio rispetto al bronzo. Per questo motivo il mezzo-sesterzio (dupondio) aveva circa le stesse dimensioni e peso dell'asse di bronzo pur valendo due assi.
I sesterzi furono coniati finché nel tardo III secolo non ci fu un netto peggioramento della qualità del metallo e della battitura anche se i ritratti rimasero rilevanti.
Gli imperatori rifondevano i sesterzi dei loro predecessori per coniare le nuove monete; in questo processo lo zinco nella lega tendeva a diminuire a causa della vaporizzazione durante la fusione ad alta temperatura necessaria per rifondere la lega (lo zinco fonde a 419 °C ed ha una temperatura di ebollizione di 907 °C, inferiore a quella del rame che fonde a 1085 °C). Il metallo perso era sostituito con rame o addirittura con piombo. Di conseguenza i sesterzi più tardi tendono ad essere più scuri e sono anche battuti su tondelli preparati con minor attenzione (cfr. il sesterzio di Ostiliano).
Il graduale impatto dell'inflazione causata dal deprezzamento delle monete d'argento fece sì che il potere d'acquisto del sesterzio e delle monete minori come il dupondio e l'asse fosse in costante diminuzione.
Nel I secolo d.C. le monete minute dominanti erano il dupondio e l'asse, ma nel II secolo, con la crescita dell'inflazione, il sesterzio divenne la moneta minuta più diffusa. Nel III secolo la monetazione d'argento conteneva sempre meno argento e sempre più rame o bronzo. Negli anni 260 e 270 la moneta principale era il doppio denario, o antoniniano, ma queste piccole monete contenevano quasi esclusivamente rame. Benché valessero teoricamente otto sesterzi, il sesterzio medio valeva quasi più del metallo che conteneva.
Alcuni degli ultimi sesterzi furono coniati da Aureliano (270-275). 
Negli ultimi anni della sua coniazione, ridotto in dimensioni e qualità, fu coniato per la prima volta il doppio sesterzio da Decio (249-251) e poi in grande quantità da Postumo, imperatore dell'Impero delle Gallie (260-268). Postumo usò battere spesso la propria immagine ed i propri titoli su vecchi sesterzi deteriorati. Il doppio sesterzio si riconosce dalla corona radiata indossata dall'imperatore, una caratteristica che già in precedenza distingueva il dupondio dall'asse e l'antoniniano dal denario.
Col tempo molti sesterzi furono ritirati dallo Stato, ed anche dai falsari, per rifonderli e coniare gli antoniniani, il che non fece che peggiorare il processo inflattivo.
Con le riforme monetarie del IV secolo il sesterzio cessò di essere coniato.
| Bronzi imperiali                                                                                     |
| |
| A sinistra: sesterzio di Adriano, al centro dupondio di Antonino Pio, a destra asse di Marco Aurelio |

## Il sesterzio come unità di conto
Il sesterzio era anche usato come unità di conto standard, rappresentato nelle iscrizioni con il monogramma HS. Somme elevate erano registrate come sestertia milia, migliaia di sesterzi, con la parola milia spesso omessa/sottintesa. Il ricchissimo generale e uomo politico della Repubblica romana, Crasso, che aveva guidato la guerra contro Spartaco e che faceva parte del primo triumvirato, secondo Plinio il Vecchio aveva proprietà del valore di 200 milioni di sesterzi. 
Le scritte di Pompei mostrano uno schiavo venduto all'asta per 6252 sesterzi. Una tavoletta per scrivere proveniente da Londinium (Londra), databile 75-125 d.C., registra una vendita ad un uomo chiamato Vegetus di una giovane schiava gallica chiamata Fortunata per 600 denari, pari a 2400 sesterzi. È difficile fare comparazioni con le valute o i prezzi attuali, ma per la maggior parte del I secolo un legionario ordinario era pagato 900 sesterzi all'anno, che salirono a 1200 sotto Domiziano (81-96), equivalenti a 3,3 sesterzi al giorno.
Era utilizzato anche nella tabula alimentare di Veleia per indicare quanti sesterzi spettavano alle famiglie bisognose con figli legittimi: 16 sesterzi al mese per i maschi e 12 sesterzi per le femmine.

### Opere specializzate
- (LA)  Jacques De Bye, Imperatorum Romanorum a Julio Caesare ad Heraclium usque Numismata Aurea, Anvers 1627. Lien vers l'ouvrage
- Alphonse De Schodt, Terme sur les médailles d'Octave-Auguste, in Revue belge de numismatique, Bruxelles 1883. Lien vers l'ouvrage
- Jean de Witte, Médailles de Bonosus, in Revue numismatique, Paris 1859. Lien vers l'ouvrage
- Alfred Merlin, Les revers monétaires de l'empereur Nerva, Paris 1906. Lien vers l'ouvrage